# معركة سول الثالثة
```
 
```

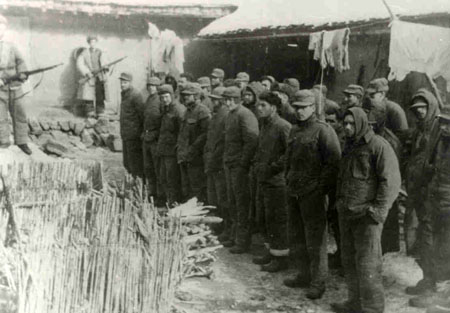

معركة سيول الثالثة والمعروفة أيضًا باسم هجوم السنة الصينية الجديدة، وانسحاب الرابع من يناير (بالكورية: 1•4 후퇴)‏) أو حملة المرحلة الثالثة للقطاع الغربي (بالصينية: 第三次战役西线)، حصلت المعركة في خضام الحرب الكورية، التي وقعت في الفترة من 31 ديسمبر 1950 إلى 7 يناير 1951، بجوار العاصمة الكورية الجنوبية سيول. في أعقاب الانتصار الكبير للجيش التطوعي الشعبي الصيني في معركة نهر تشونغتشون، بدأت قيادة الأمم المتحدة في التفكير في إمكانية الإخلاء من شبه الجزيرة الكورية. أمر رئيس الحزب الشيوعي الصيني ماو تسي تونغ جيش المتطوعين الشعبي الصيني بعبور خط عرض 38° شمال في محاولة للضغط على قوات الأمم المتحدة للانسحاب من كوريا الجنوبية.